# فيليب بنت
فيليب بنت هو عسكري كندي، ولد في 3 يناير 1891 في History of Halifax, Nova Scotia ‏ في كندا، وتوفي في 1 أكتوبر 1917 في Polygon Wood, Zonnebeke ‏ في بلجيكا.